# أحمد أبو الغيط
أحمد أبو الغيط (12 يونيو 1942 في القاهرة) دبلوماسي وسياسي مصري. في 10 مارس 2016 اختير لمنصب أمين عام جامعة الدول العربية خلفا لنبيل العربي الذي انتهت ولايته في نهاية يونيو 2016، وشغل سابقاً منصب وزير خارجية جمهورية مصر العربية منذ يوليو 2004 حتى مارس 2011، حيث استمر في منصبه لفترة وجيزة بعد اندلاع ثورة 25 يناير بعد تنحي الرئيس محمد حسني مبارك.

## عن حياته
بعام 1964 حصل على بكالوريوس تجارة من جامعة عين شمس، وبعام 1965 التحق بوزارة الخارجية. عين بعام 1968 سكرتيرًا ثالثًا في سفارة مصر بقبرص وذلك إلى عام 1972 عندما عين عضوًا بمكتب مستشار رئيس الجمهورية للأمن القومي. وفي عام 1974 عين سكرتيرًا ثانيًا بوفد مصر لدى الأمم المتحدة ثم رقي إلى سكرتير أول. وفي عام 1977 عين سكرتير أول لمكتب وزير الخارجية، وفي عام 1979 عين مستشارًا سياسيًا بالسفارة المصرية بموسكو، وفي عام 1982 أعيد إلى الوزارة وعين بمنصب المستشار السياسي الخاص لوزير الخارجية، وبعام 1984 عين مستشارًا سياسيًا خاصًا لدى رئيس الوزراء. وفي عام 1985 عين مستشارًا بوفد مصر لدى الأمم المتحدة، وفي عام 1987 عين مندوبًا مناوبًا لمصر لدى الأمم المتحدة. وفي عام 1989 عين بمنصب السكرتير السياسي الخاص لوزير الخارجية، وفي عام 1991 عين مديرًا لمكتب الوزير. وفي عام 1992 عين سفيرًا لمصر لدى إيطاليا ومقدونيا وسان مارينو وممثلًا لمصر لدى منظمة الأغذية والزراعة - الفاو. وبعام 1996 عين مساعدًا لوزير الخارجية. وفي عام 1999 عين بمنصب مندوب مصر الدائم في الأمم المتحدة. وفي يوليو من عام 2004 عين وزيرًا للخارجية ليخلف أحمد ماهر بالمنصب.

### الأحداث المهمة أثناء توليه وزارة الخارجية
- الهجوم الإسرائيلي على قطاع غزة: وخلال هذه الفترة بين أن بلاده حذرت حركة حماس منذ فترة طويلة بأن إسرائيل ستقوم بالرد بأسلوب قوي، كما حمل حماس مسؤولية ما يحدث وذلك لأنها لم تأخذ التحذيرات على محمل الجد.[4]

### ثورة 25 يناير
قبيل اندلاع اندلاع ثورة 25 يناير والتي بدأت كاحتجاجات شعبية وانتهت بتنحي الرئيس محمد حسني مبارك بعد اشتدادها ومطالبات المتظاهرين في ميدان التحرير بإسقاط النظام قال إن المخاوف من انتقال ما أطلق عليه العدوى التونسية إلى دول عربية أخرى بأنه كلام فارغ وأن لكل مجتمع ظروفه التي لا تتشابه مع المجتمع التونسي.
وأثناء الثورة ظهر في لقاء على قناة العربية وذكر إن أسباب اندلاع الثورة هي نتائج انتخابات مجلس الشعب التي أجريت في 28 نوفمبر 2010  والتي اتهمها معارضو النظام بأنها انتخابات مزورة، وأيضًا تقدم سن الرئيس مبارك وعدم معرفة خليفته في الحكم والحديث عن التوريث أو عدمه كان من الأسباب الضاغطة لاندلاعها حسب وجهه نظره. وفي جانب آخر فانه رد على المطالبات الأمريكية للنظام المصري بتطبيق إصلاحات فورية فإن ذلك يعني فرض الإرادة الأمريكية عليهم، كما أنه لوح بأن القوات المسلحة المصرية قد تضطر إلى التدخل في حال حدوث فوضى وذلك لاستعادة زمام الأمور.
كما أنه رد على المرشد الأعلى للثورة الإسلامية في إيران علي خامنئي الذي قال إن أسباب اندلاع الثورة هي سياسة الرئيس مبارك الموالية للولايات المتحدة وإسرائيل بأن كلامه يكشف عن مكنون ما يعتمل في صدر النظام الإيراني من أحقاد تجاه مصر ومواقفها السياسية، وقال أنه لم يفاجأ بما تضمنته خطبة خامنئي من تطاول على مصر.
وقد أعيد تعيينه وزيرًا للخارجية في الحكومة الأخيرة المشكلة في عهد الرئيس محمد حسني مبارك برئاسة أحمد شفيق والتي شكلت أثناء اندلاع الثورة، والتي أصبحت حكومة تسيير أعمال بعد تنحي الرئيس مبارك ونقل السلطات الرئاسية إلى المجلس الأعلى للقوات المسلحة.

## اختياره أمينا للجامعة العربية
في 10 مارس 2016 اختاره وزراء الخارجية العرب كأمين عام جديد لجامعة الدول العربية خلفاً لنبيل العربي اعتبارا من أول يوليو، مع تحفظ دولة قطر على ذلك الاختيار.

## حياته الأسرية
متزوج من ليلى كمال صلاح الدين، ولديهما ابنان.